# Clathria coriocrassus
Clathria coriocrassus är en svampdjursart som först beskrevs av Patricia R. Bergquist och Fromont 1988.  Clathria coriocrassus ingår i släktet Clathria och familjen Microcionidae. Inga underarter finns listade i Catalogue of Life.